# پارک ملی اوجونگ کولون
پارک ملی اوجونگ کولون (به لاتین: Ujung Kulon National Park) یک پارک ملی در اندونزی است که در بانتن واقع شده‌است.